# Дорф, Александр Ушерович
Алекса́ндр У́шерович Дорф (2 августа 1946 — 30 мая 2015) — советский и российский конструктор-оружейник. Заслуженный конструктор Российской Федерации.

## Биография
Родился 2 августа 1946 года в Ижевске, Удмуртская АССР. Его отец, инженер-связист Ушер Зиновьевич Дорф, был направлен из Одессы в Ижевск в 1941 году.
С 1964 по 1970 год учился на машиностроительном факультете Ижевского механического института. Будучи студентом активно участвовал в СТЭМовском движении. Был участником известной в стэмовских кругах творческой группы Механического института «Богема» и стоял у истоков создания в 1975 году ИжМехСмеха-одного из лидеров движения студенческих театров эстрадных миниатюр конца 1970- 80-х гг.
С 1969 по 2013 год работал на Ижевском механическом заводе, где прошел путь от рядового инженера до главного конструктора предприятия.
При его участии и руководстве были разработаны и поставлены на производство более 30 моделей гражданского, служебного и боевого оружия. Среди них пистолеты ИЖ-35 и ИЖ-34, стартовый пистолет ИЖ-37, боевой армейский пистолет 6П35 (ПЯ), комбинированные ружья «Север» и ИЖ-94; нарезное ружье ИЖ-18МН, МР-251, магазинные помповые ружья ИЖ-81, ИЖ-81МК, МР-133, самозарядное ружье МР-153, пневматические винтовки и пистолеты ИЖ-60, ИЖ-61, МР-513, ИЖ-67, ИЖ-671, МР-651К, МР-654К, автоматический газобаллонный пистолет МР-661К, газовые и сигнальные пистолеты и револьверы РГ-22/РС-22, РГ-31/РС-31, ИЖ-76, ИЖ-77, ИЖ-78, ИЖ-79, служебный пистолет ИЖ-71, травматический пистолет МР-461.
В 1995—2007 годах — главный конструктор Ижевского Механического Завода.
С 2007 года — главный специалист по оружейной продукции — советник технического директора.
С 1996 года член Российского национального комитета Постоянной международной комиссии Брюссельской Конвенции по испытаниям ручного огнестрельного оружия.
Эксперт секции по законодательству в сфере контроля за оборотом оружия при Комитете по безопасности Государственной Думы РФ,
Входил в группу разработчиков Федерального закона «Об оружии».
Действительный член Российской академии проблем безопасности, обороны и правопорядка, член-корреспондент Российской академии проблем качества.
Проводил работу по защите интересов «Ижмеха» в Министерстве экономики, МВД, Госстандарте VI, других организациях при разработке ими законодательных и нормативных актов, определяющих требования к конструкции изделий.
Был членом Координационного Совета при Госстандарте РФ по вопросам сертификации гражданского и служебного оружия, и руководителем группы экспертов Российской части ПМК.
Автор 6 изобретений и 12 публикаций.
Кавалер ордена Почета, лауреат Премии Правительства Российской Федерации в области науки и техники.
Заслуженный конструктор Российской Федерации,
Почетный гражданин Ижевска.
Умер 30 мая 2015 года. Похоронен на Хохряковском кладбище г. Ижевска.

## Награды
- Орден Почёта (2004)
- Серебряная медаль ВДНХ
- Нагрудный знак «Изобретатель СССР»
- Заслуженный конструктор РФ (1999)
- Знак «Конструктор стрелкового оружия М. Т. Калашников» (1999)
- Лауреат премии Правительства Российской Федерации в области науки и техники (1997)
- Почётное звание «Заслуженный работник промышленности Удмуртской Республики» 1996
- Почетная грамота Президента Удмуртской Республики.
- Почётный гражданин Ижевска (2006)